# Marinefliegergeschwader 5
Das Marinefliegergeschwader 5 (MFG 5) ist ein Hubschraubergeschwader der Deutschen Marine, das auf dem Fliegerhorst Nordholz in der Gemeinde Wurster Nordseeküste beheimatet ist und dem Marinefliegerkommando untersteht.
Das Geschwader ist mit den Hubschraubern vom Typ Sea Lion und Sea Lynx ausgerüstet und unterhält den SAR-Dienst auf Nord- und Ostsee. Das Trainingszentrum des Geschwaders ist neben der Schulung der eigenen fliegenden Besatzungen auch für das Simulatortraining der portugiesischen Marine verantwortlich, es betreibt hierzu das Joint Lynx Simulator Training Establishment (JLSTE).

## Geschichte
| Zivile Einsätze des MFG 5 | Zivile Einsätze des MFG 5 | Zivile Einsätze des MFG 5 | Zivile Einsätze des MFG 5 |
| ------------------------- | ------------------------- | ------------------------- | ------------------------- |
| 1962                      | Sturmflut                 | Westküste                 |                           |
| 1962/63                   | Eiswinter                 | Nordfriesische Inseln     |                           |
| 1976                      | Sturmflut                 | Hamburg und Niederelbe    |                           |
| 1978/79                   | Schneekatastrophe         | Schleswig-Holstein        |                           |
| 1997                      | Hochwasser                | Oder                      |                           |
| 2002                      | Hochwasser                | Elbe                      |                           |
| 2010                      | Schneekatastrophe         | Rügen – Hiddensee         |                           |
| 2013                      | Hochwasser                | Elbe                      |                           |

Am 1. Januar 1958 wurde Fregattenkapitän Heinz Seebens beauftragt einen Marinefliegerverband zur Seenotrettung aufzustellen. Dies erfolgte, da 1956 die Bundesrepublik Deutschland der Internationale Zivilluftfahrtorganisation beigetreten war und damit das Abkommen über die internationale Zivilluftfahrt (Chicagoer Abkommen) akzeptiert hatte. Mit diesem Abkommen war man verpflichtet, einen Rettungsdienst für Luftnotfälle im eigenen Hoheitsgebiet bereitzustellen. Da aber einerseits die für eine Schaffung eines zivilen Rettungsdienstes erforderlichen finanziellen Mittel nicht vorhanden waren und andererseits die gerade gegründete Bundeswehr ohnehin einen solchen Dienst zur Rettung von Besatzungen in Seenot geratener Schiffe einzurichten hatte, entschloss man sich, die Streitkräfte mit dieser Aufgabe zu betrauen.
Mit dem Aufstellungsbefehl Nr. 73 –Marine– wurde die Marine-Seenotstaffel am 4. Januar 1958 in Kiel-Holtenau aufgestellt und am 1. Juli 1958 offiziell in Dienst gestellt. Dazu standen bereits ab Juni 1958 vier der späteren zehn Hubschrauber vom Typ Bristol Sycamore zur Verfügung sowie Piloten, die zu diesem Zweck in Memmingen ausgebildet worden waren. Ein Jahr später kamen fünf Saunders-Roe Skeeter-Hubschrauber hinzu sowie acht Propellerverbindungsflugzeuge Pembroke und vierzehn Do 27A und B. Damit war gleichzeitig eine Umbenennung in Marine-Dienst- und Seenotgruppe notwendig, die zu diesem Zeitpunkt aus Gruppenstab, Technischer Staffel und Horststaffel bestand. Für den Flugbetrieb stand dem Geschwader neben dem eigenen Hubschrauberlandeplatz (Standort) die Landebahn des Flugplatzes Kiel-Holtenau zur Verfügung. Die Helikopter bildeten die 1. und die Flächenflugzeuge die 2. Fliegende Staffel.
Zum 1. Oktober wurde die Gruppe in Marine-Dienst- und Seenotgeschwader umbenannt, inzwischen gab es auch die Flugbetriebsstaffel und die Sanitäts- und Nachschubstaffel, im Jahr darauf kam noch die Staffel für Kraftfahrzeuge, Wartung und Elektronik hinzu. Daneben wurde der Flugplatz Westerland auf Sylt von den Briten geräumt, so dass dort die erste Außenstelle des Geschwaders eröffnet werden konnte.
Im Jahr 1963 wurde das Geschwader mit neuen Hubschraubern vom Typ Sikorsky S-58 (H-34) verstärkt und es bekam seinen heutigen Namen Marinefliegergeschwader 5. Die erste Staffel des MFG 4, das die U-Boot-Jagd zur Aufgabe hatte, war ebenfalls in Kiel stationiert und dem MFG 5 administrativ und technisch unterstellt. Auf Borkum wurde 1964 die zweite Außenstelle an der Nordsee eingerichtet.

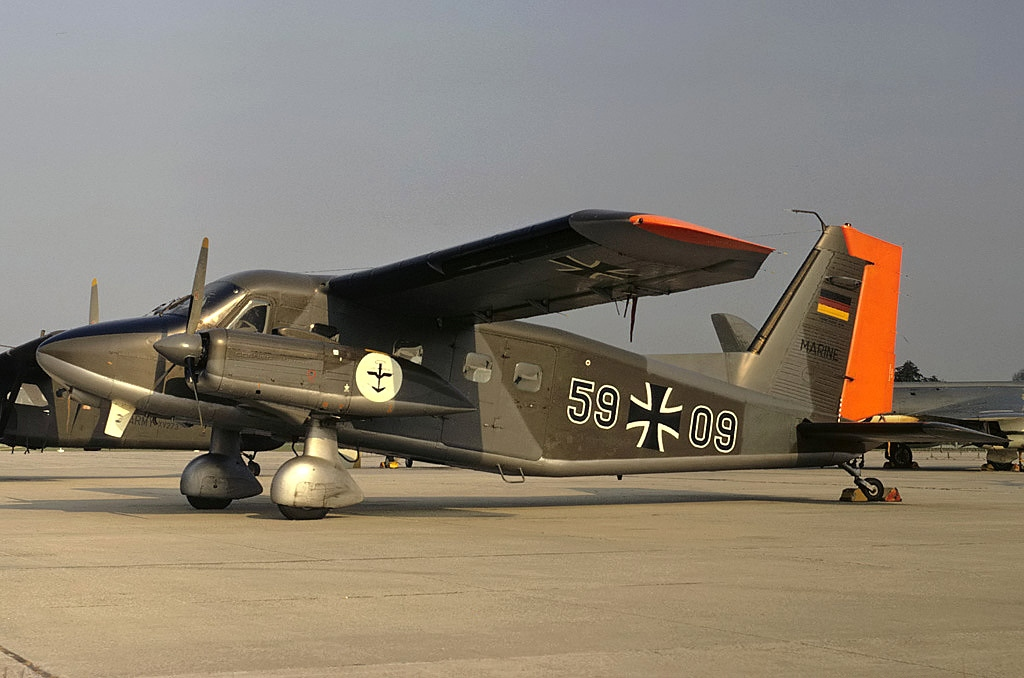
Dornier Do-28 Skyservant des MFG 5

Zur Sicherung des Fliegerhorstes wurde dem Geschwader eine „Bodendienstverteidigungsstaffel“ zur Verfügung gestellt, die seit Einführung der FK 20 nun Marinesicherungskompanie hieß.
Anfang der 1970er Jahre wurden die Flugzeuge Albatros im Rettungs- und Pembroke im Transportdienst ausgemustert und durch Flugzeuge vom Typ Do 28 D-2 Skyservant ersetzt. Als 1975 der letzte Sikorsky H 34-Hubschrauber ins Deutsche Museum in München überführt wurde, übernahm der Sea King Mk.41 den Such- und Rettungsdienst.
1986 kamen weitere Aufgaben hinzu. Zwei Flugzeuge vom Typ DO 28 OU wurden mit Sensoren ausgestattet, die Ölverschmutzungen erkennen können. Damit werden seitdem auf Nord- und Ostsee Schiffe identifiziert, die ihr Altöl illegal auf hoher See entsorgen. 1991 wurde die Dornier 228 in Dienst gestellt. Im September 1994 wurde der Flugbetrieb mit der Do 28 in Kiel-Holtenau ein- und die 2. Fliegende Staffel außer Dienst gestellt. Die beiden Do 28 OU und die Do 228 LM wurden an das Marinefliegergeschwader 3 „Graf Zeppelin“ abgegeben.
| Unfälle       | Unfälle | Unfälle     | Unfälle                                                           |
| Datum         | Typ     | Kennzeichen | Vorfall                                                           |
| ------------- | ------- | ----------- | ----------------------------------------------------------------- |
| 14. Juni 1964 | H-23    | SC+285      | Absturz aus 20 m, ein Toter                                       |
| 16. März 1967 | H-34    | WE+522      | westl. von Amrum, vier Tote                                       |
| 7. Sep. 1968  | H-34    | WE+576      | Nordsee westl. von Sylt                                           |
| 18. Juli 1969 | Mk.41   | 89+58       | aus 10 m, Flugplatz Westerland                                    |
| 11. Jan. 1982 | Mk.41   | 89+58       | beim Testflug, Segelfluggelände Große Höhe bei Delmenhorst        |
| 12. März 1987 | Mk.41   | 89+55       | zu hart aufgesetzt wegen eingefrorenem Hauptservo                 |
| 17. Nov. 1998 | Mk.41   | 89+59       | beim Transport über der Nordsee aus Sicherheitsgründen abgeworfen |

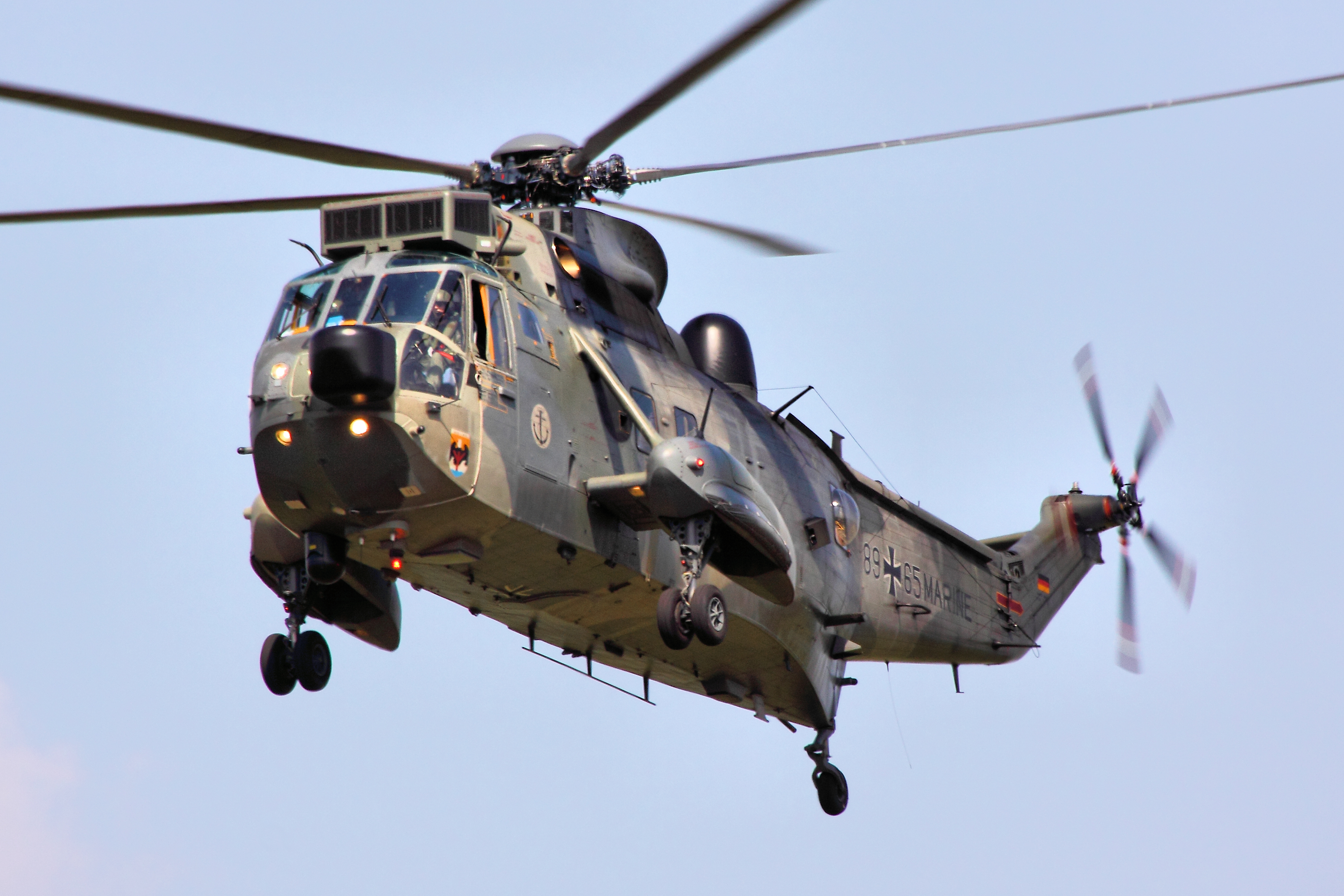
Hubschrauber Sea King des MFG 5

Im Jahr 2009 waren einundzwanzig Sikorsky „Sea King“ SAR-Hubschrauber in Dienst; das MFG 5 wurde von insgesamt eintausend Soldaten und Zivilbeschäftigten betrieben.
Im Rahmen der Neuausrichtung der Bundeswehr wurde beschlossen, das MFG 5 von Kiel auf den Fliegerhorst Nordholz zu verlegen. Der Umzug begann im Juni 2012 und wurde im November 2012 abgeschlossen.
Am 22. August 2012 fand anlässlich des Umzugs ein Abschiedsempfang auf dem Marinefliegerhorst Kiel-Holtenau statt. Das „Fly-Out“ aus Kiel wurde am 6. November 2012 durchgeführt.
Am 28. März 2013 verabschiedeten sich die Marineflieger mit der Übergabe des Schlüssels und der Bundesdienstflagge endgültig vom Standort Kiel-Holtenau. Seitdem plant die Stadt Kiel auf dem etwa 92 Hektar großen Sanierungsgebiet einen neuen Stadtteil. Seit dem 15. Dezember 2020 befindet sich das Gelände im Eigentum der Stadt Kiel. Auf dem Fliegerhorst Nordholz angekommen, wechselte die dort zuvor dem MFG unterstellte Bordhubschrauberstaffel 3./MFG 3 zum MFG 5.
Am 1. Januar 2015 wurde die Gemeinde Nordholz in die neu gebildete Gemeinde Wurster Nordseeküste eingemeindet, sodass sich der offizielle Standort des Geschwaders geändert hat. Der Fliegerhorst trägt weiterhin die offizielle Bezeichnung „NATO-Marineflugplatz Nordholz“.
Seit dem Jahr 2015 wird eine EC 135 zur Pilotenschulung genutzt. Diese zivile Maschine wird durch die DL Helicopter GmbH zur Verfügung gestellt, welche auch die Wartung übernimmt. Dies ermöglicht es jungen Marinefliegern, mit jährlich circa 800 Flugstunden fliegerische Erfahrung im maritimen Umfeld zu sammeln, bevor die Ausbildung auf dem jeweiligen Waffensystem fortgesetzt wird.
Nach Angaben des Bundesministeriums der Verteidigung lag im ersten Halbjahr 2016 die Einsatzbereitschaft der „Sea Lynx“ bei 22 Prozent (4–5 Maschinen), die der „Sea King“ bei 29 Prozent (6 Maschinen).
Im Herbst 2019 traf als Ersatz des seit Mitte der 1970er im Einsatz befindliche „Sea King“ das erste von 18 Exemplaren des Typs NH90 NTH „Sea Lion“ in Nordholz ein. Der Flugbetrieb begann im Juni 2020. Der letzte NTH traf Anfang 2023 in Nordholz ein und Ende jenes Jahres konnte ein neues NH90-Ausbildungszentrum übergeben werden. Dies ermöglichte die Außerdienststellung der Mk.41 im August 2024.

## Gliederung

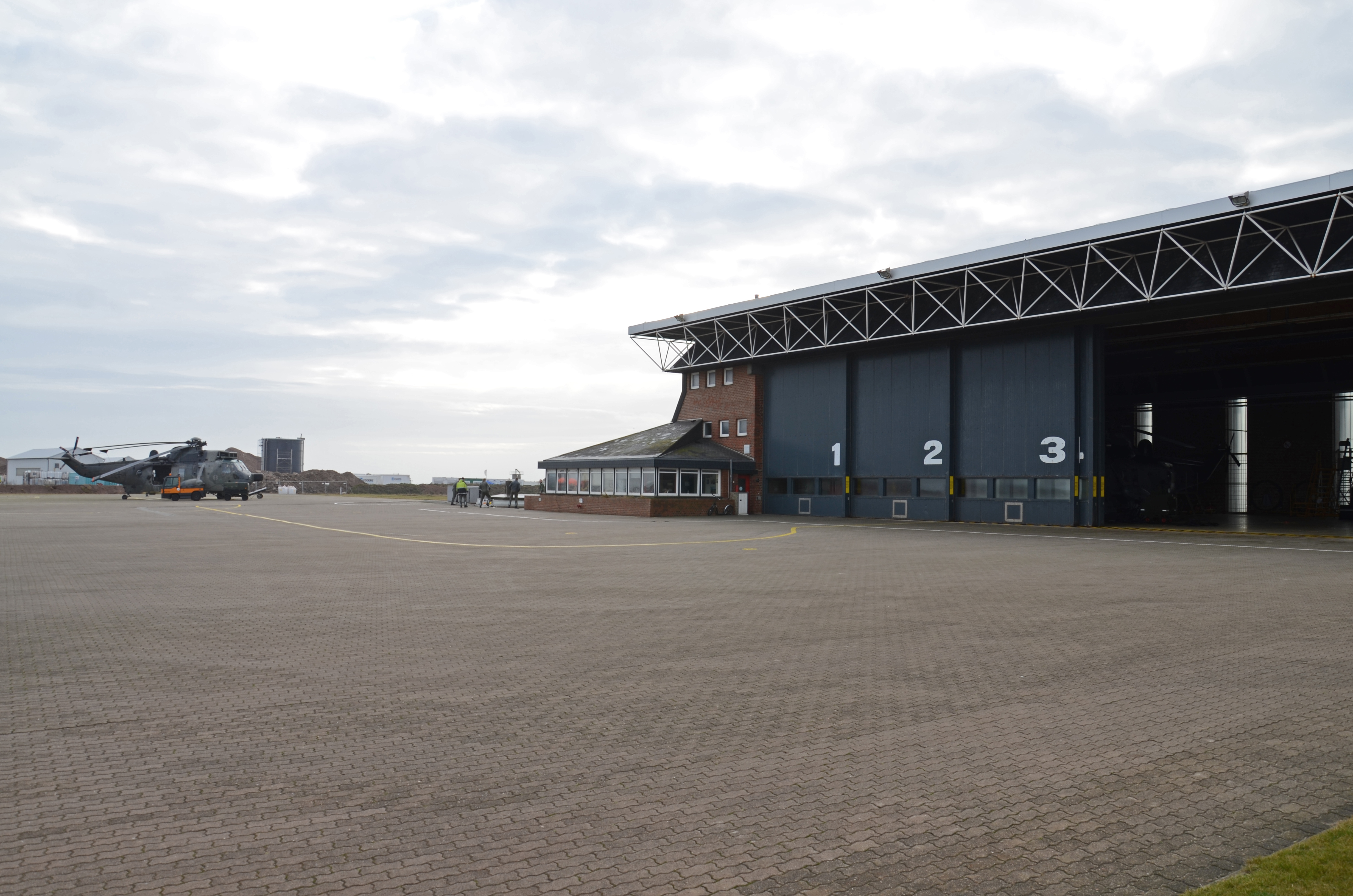
Außenstelle Helgoland

Das Geschwader ist (Stand 2023) wie folgt gegliedert.
- Geschwaderstab
- Fliegende Gruppe
  - Fliegende Staffel Mk.41 „Sea King“
  - Fliegende Staffel Mk.88 „Sea Lynx“
  - Fliegende Staffel NTH „Sea Lion“
  - Fliegerische Ausbildungsstaffel
- Technische Gruppe
  - Technische Staffel NH90 NTH
  - Technische Staffel Mk.41
  - Technische Staffel Mk.88
  - Technische Ausbildungsstaffel

Zur Ausbildungsunterstützung nutzt das MFG 5 seit 2017 die Dienste der Firma HeliOperations im englischen Portland, die zunächst ehemalige Sea King Exemplare der britischen Streitkräfte betrieb. Nach Außerdienststellung der Mk.41 wurde 2024 ein neuer Vertrag für die Basis-Ausbildung zukünftiger NH90 Besatzungen mit derselben Firma abgeschlossen, geschult wird auf der AW139.

## Kommodore
| Nr. | Name                                    | Beginn der Amtszeit | Ende der Amtszeit  |
| --- | --------------------------------------- | ------------------- | ------------------ |
| 19. | Kapitän zur See Carsten Holtgreve       | 11. Januar 2021     | laufend            |
| 18. | Fregattenkapitän Jan Richard Keller     | 27. Juni 2019       | 11. Januar 2021    |
| 17. | Fregattenkapitän Mark Wiegand           | 7. Oktober 2016     | 27. Juni 2019      |
| 16. | Fregattenkapitän Jörg Modey             | 27. September 2013  | 7. Oktober 2016    |
| 15. | Fregattenkapitän Martin Kneip           | 14. Januar 2011     | 27. September 2013 |
| 14. | Fregattenkapitän Christoph Heck         | 31. Oktober 2007    | 14. Januar 2011    |
| 13. | Fregattenkapitän Michael Mackenstein    | 2005                | 31. Oktober 2007   |
| 12. | Fregattenkapitän Jens Nemeyer           | 29. September 2003  | 2005               |
| 11. | Fregattenkapitän Klaus Mathew (1)       | 28. März 2001       | 28. September 2003 |
| 10. | Kapitän zur See Paul Lutz Helmrich      | 18. Dezember 1997   | 28. März 2001      |
| 09. | Kapitän zur See Lothar Politt           | 18. August 1993     | 18. Dezember 1997  |
| 08. | Kapitän zur See Christian Bretschneider | 1. Oktober 1986     | 30. April 1993     |
| 07. | Kapitän zur See Lüppo Schmidt-Smeding   | 1. Oktober 1981     | 30. September 1986 |
| 06. | Kapitän zur See Bernd Schäfer           | 1. April 1975       | 30. September 1981 |
| 05. | Kapitän zur See Hilmar Schneider        | 1. Oktober 1971     | 30. März 1975      |
| 04. | Kapitän zur See Helmut Kampe            | 6. Mai 1970         | 30. September 1971 |
| 03. | Kapitän zur See Wolf Breiding           | 1. Oktober 1968     | 5. Mai 1970        |
| 02. | Kapitän zur See Helmut Schöpke          | 1. Oktober 1961     | 30. September 1968 |
| 01. | Fregattenkapitän Heinz Seebens (2)      | 4. Januar 1958      | 16. August 1958    |

## Geschwaderwappen
Im Geschwaderwappen befinden sich die Elemente Wasser, Seeadler, Anker und Schwinge. Der Seeadler wacht über die unruhige See. Die Zugehörigkeit zu den Marinefliegern wird durch Schwinge und Anker symbolisiert.
Das Wappen wurde in seinen Grundzügen von Stabsbootsmann Fritz Safert entworfen. Im ursprünglichen Wappen hatte der Adler einen schwarzen Kopf und blickte vom Betrachter aus gesehen nach rechts. Die gefiederten Flügel waren glatt gezogen. Es war jeweils eine blaue und eine weiße Welle vorhanden und im Zentrum befand sich eine Lebensrune ohne weiße Umrandung. Sie stand symbolisch für alle Leben, die durch den Adler vor dem Tod und aus der Gefahr gerettet wurden. Die Lebensrune wurde bereits von den Rettungsfliegern im Zweiten Weltkrieg benutzt. Bis zum heutigen Wappen durchlief es vier Veränderungen. 1962 wurden die Wellen stilistisch verbessert und durch zwei weiße Wellen mit Gischt und vier abgerundete blaue Wellen ersetzt. Die Blickrichtung des Adlers wurde ebenfalls geändert. Anlässlich der Olympischen Spiele 1972 in Kiel bekam der Adler einen dynamischeren Ausdruck durch die jetzt nach innen hochgezogenen Flügel. Zum Tag der offenen Tür 1975 erhielt das Wappen durch einen Grafiker der Vereinigten Flugtechnischen Werke seine letzte Form in der Zeit, in der das MFG 5 in Kiel beheimatet war. Aus dem schwarzen Adler wurde ein, dem Einsatzgebiet entsprechender, Seeadler mit gefiedertem weißen Kopf. Nach der Verlegung nach Nordholz wurde die Lebensrune 2013 durch Schwinge und Anker ersetzt und der Hinweis auf Kiel im oberen weißen Feld entfernt.